# Yanggakdo Hotel
38°59′55.349″N 125°45′4.8852″Ø / 38.99870806°N 125.751357000°Ø
Yanggakdo Hotel (eller Yanggakdo International Hotel) er et af de største hoteller i Nord-Korea. Hotellet ligger på Yanggakøen, to km sydøst for Pyongyangs centrum. Hotellet er 170 meter højt. På 47 etage ligger der en roterende restaurant. Ubekræftede oplysninger siger at hotellet indeholder 1000 rum og at det totale gulvareal er på  87.870 m². Bygningen blev bygget i 'erne af et fransk selskab, og åbnede i 1995. Det skulle erstatte Ryugyeong Hotel som ikke blev færdigbygget.
Hotellets reception tilbyder landets valuta til officielle priser, samt postkort og frimærker som kan sendes fra hotellet. Ved receptionen findes en lille butik som sælger varer til vestlige priser og for vestlig valuta.Den første etage har også en bar og en boghandel med et bredt udvalg af nordkoreansk litteratur, den engelsksprogede avis The Pyongyang Times, samt musik og kort.
I tillæg til restauranten på toppen, er der på anden etage fire andre restauranter, som tilbyder kinesisk, japansk og koreansk mad. I kælderen findes en bowlinghall, et svømmebassin, en barbere, et kasino og et massagerum drevet af et kinesisk firma med udelukkende kvindeligt personale.
Udenfor hotellet findes en 9000 m² ni hullers golfbane,samt et biografkompleks.
Hotellet er et af to (det andet er Koryo Hotel) som benyttes til at huse turister i byen.

## Links
- foto